# 1895 na música

## Nascimentos
| Data        | Nome           | Profissão                         | Nacionalidade  | Observações | Ref |
| ----------- | -------------- | --------------------------------- | -------------- | ----------- | --- |
| 1 de Abril  | Alberta Hunter | cantora, compositora e enfermeira | Estados Unidos | m. 1984     |     |
| 10 de Julho | Carl Orff      | compositor                        | Alemanha       | m. 1982     |     |

## Mortes
| Data       | Nome            | Profissão           | Nacionalidade | Observações | Ref |
| ---------- | --------------- | ------------------- | ------------- | ----------- | --- |
| 21 de Maio | Franz von Suppé | Maestro, compositor | Áustria       | n. 1819     |     |